# You Could Be Mine
You Could Be Mine (englisch für: „Du könntest mir gehören“) ist ein Lied der US-amerikanischen Hard-Rock-Band Guns N’ Roses. Er erschien auf dem zweiten Teil der Doppelveröffentlichung Use Your Illusion und wurde daraus vor deren Erscheinen im Juni 1991 als erste Single ausgekoppelt, die zum weltweiten Charthit avancierte. Das Lied wurde zudem für den Soundtrack von Terminator 2 – Tag der Abrechnung ausgewählt.

## Hintergrund
Das Stück wurde ursprünglich nicht für Terminator 2 geschrieben, sondern bereits bei der ersten Session der Vorproduktion von Appetite for Destruction, wie Slash in seiner Autobiografie schrieb.
Allerdings gab es im Film bereits Referenzen auf Guns N’ Roses, so trägt der Freund der Hauptfigur John Connor ein Shirt der Band. So bot es sich an, dass die Band von Regisseur James Cameron für den Titelsong angefragt wurde, der dann auch im Film gespielt wurde. Ursprünglich war I Wanna Be Sedated von den Ramones an dieser Stelle im Skript vorgesehen. Schwarzenegger trat auch im Gegenzug in dem Musikvideo auf. Auch im Film Terminator: Die Erlösung wird das Stück gespielt.
Die Textzeile aus You Could Be Mine, "With your bitch slap rappin' and your cocaine tongue you get nothin' done", war schon im Booklet von Appetite for Destruction abgedruckt – in der Folge wurde die Zeile "Ain't it fun", die in Use Your Illusion erschien, zu einem Song auf The Spaghetti Incident.

## Musikvideo
Zu You Could Be Mine erschienen zwei offizielle Musikvideos, dessen Drehbücher von den Guns-N’-Roses-Mitgliedern Axl Rose und Izzy Stradlin entstammen. Das Originalvideo entstand im Zusammenhang mit dem Soundtrackbeitrag, unter der Mitwirkung des Hauptdarstellers Arnold Schwarzenegger. Regie führten Jeffrey Abelson, Andy Morahan und Stan Winston. Ein alternatives Musikvideo entstand unter der Regie von Mark Racco.

## Rezensionen
Chris True schrieb bei Allmusic: "While later singles from the sprawling Use Your Illusions would garner more attention and sales, “You Could Be Mine” is an interesting and overlooked footnote in the history of Guns N Roses. Not only was it the first real preview of the upcoming Use Your Illusion set, but it was the first time that Guns didn’t seem dangerous. Musically, “You Could Be Mine” is sort of an empty threat. Its over processed bass and meandering drum intro are meant to add a bit of tension, but it ends up sounding half baked." ("Obwohl den später aus den Use Your Illusion-Alben ausgekoppelten Singles mehr Aufmerksamkeit und Verkäufe zuteil wurden, ist 'You Could Be Mine' eine interessante und oft übersehene Fußnote in der Geschichte von Guns N Roses. Es war nicht nur der erste Vorgeschmack auf das kommende Use Your Illusion-Album, sondern auch das erste Mal, dass die Guns nicht gefährlich wirkten. Musikalisch ist 'You Could Be Mine' wie eine leere Drohung. Der übermäßig nachbearbeitete Bass und das weit ausholende Schlagzeugintro sollten wohl eine Art Spannung aufbauen, aber es klingt letztendlich unausgegoren.")

## Kommerzieller Erfolg

### Chartplatzierungen
| ChartsChartplatzierungen       | Höchstplatzierung | Wochen |
| ------------------------------ | ----------------- | ------ |
| Deutschland (GfK)              | 5 (28 Wo.)        | 28     |
| Österreich (Ö3)                | 8 (11 Wo.)        | 11     |
| Schweiz (IFPI)                 | 2 (20 Wo.)        | 20     |
| Vereinigte Staaten (Billboard) | 29 (15 Wo.)       | 15     |
| Vereinigtes Königreich (OCC)   | 3 (10 Wo.)        | 10     |

| ChartsJahrescharts (1991) | Platzierung |
| ------------------------- | ----------- |
| Deutschland (GfK)         | 27          |
| Schweiz (IFPI)            | 8           |

### Auszeichnungen für Musikverkäufe
| Land/Region                  | Auszeichnungen für Musikverkäufe (Land/Region, Auszeichnung, Verkäufe) | Verkäufe |
| ---------------------------- | ---------------------------------------------------------------------- | -------- |
| Australien (ARIA)            | Platin                                                                 | 70.000   |
| Japan (RIAJ)                 | Gold                                                                   | 50.000   |
| Neuseeland (RMNZ)            | Platin                                                                 | 10.000   |
| Schweden (IFPI)              | Gold                                                                   | 25.000   |
| Vereinigte Staaten (RIAA)    | Gold                                                                   | 500.000  |
| Vereinigtes Königreich (BPI) | Silber                                                                 | 200.000  |
| Insgesamt                    | 1× Silber · 3× Gold · 2× Platin ·                                      | 855.000  |

Hauptartikel: Guns N’ Roses/Auszeichnungen für Musikverkäufe